# ローランド・スクーマン
ローランド・スクーマン（Roland Mark Schoeman、1980年7月3日 - ）は南アフリカの競泳選手。

## 経歴

### 2000年シドニーオリンピック
初めてのオリンピックでは、50m自由形、100m自由形、4x100mフリーリレーに出場したが、それぞれ22秒41で10位、49秒84で15位、3分21秒48（50秒19）で11位に終わった。

### 2001年福岡世界水泳選手権
50m自由形22秒18で3位と、国際大会ではじめてメダルを獲得した。他の種目は50mバタフライ23秒76で4位、100m自由形50秒13で17位だった。

### 2004年アテネオリンピック
二度目のオリンピックは50m自由形22秒02で3位、100m自由形48秒23で2位、4x100mフリーリレー3分13秒17（48秒17）の世界新（当時）で1位と、全ての色のメダルを獲得した。

### 2008年北京オリンピック
50m自由形21秒67で4位、4x100mフリーリレー3分12秒66（48秒32）で7位と、メダル無しに終わった。

## 自己ベスト
| 泳法       | 距離 | 水路   | 記録   | 樹立日        | 大会名                       | 備考       |
| ---------- | ---- | ------ | ------ | ------------- | ---------------------------- | ---------- |
| 自由形     | 50m  | 長水路 | 21秒67 | 2008年8月16日 | 第29回オリンピック競技大会   |            |
| バタフライ | 50m  | 長水路 | 22秒90 | 2009年7月26日 | 第12回世界水泳選手権         |            |
| 自由形     | 50m  | 短水路 | 20秒30 | 2009年8月8日  | 南アフリカ短水路選手権       | 元世界記録 |
| 自由形     | 100m | 短水路 | 46秒25 | 2005年1月22日 | 競泳ワールドカップ 2004/2005 |            |